# Le Trouillard du Far West
Pour plus de détails, voir Fiche technique et Distribution.
Le Trouillard du Far West – Pardners en version originale – est un film américain réalisé par Norman Taurog en 1956.

## Synopsis
Les fils d'anciens associés d'un ranch, Slim Mosely (Dean Martin) et Wade Kingsley (Jerry Lewis), ont grandi dans des mondes différents. Ayant besoin d'aide pour sauver son ranch de propriétaires terriens avides, Slim part pour Manhattan à la recherche de Wade le millionnaire. Mais une fois arrivé dans l'ouest, ce citadin gaffeur apprend à devenir un vrai cowboy au moment où lui et son nouveau partenaire font régner l'ordre dans la ville.

## Fiche technique
- Titre : Le Trouillard du Far West
- Titre original : Pardners
- Réalisation : Norman Taurog
- Scénario : Sidney Sheldon
- Direction artistique : Hal Pereira
- Costumes : Edith Head
- Directeur de la photographie : Daniel L. Fapp
- Montage : Archie Marshek
- Chef décorateur : Sam Comer
- Société de production : Paramount Pictures
- Producteur : Hal B. Wallis
- Distributeur : Paramount Pictures
- Pays d'origine : États-Unis
- Box-office en France : 1 817 503 entrées
- Langue : anglais
- Format : couleurs (Technicolor)
- Genre : Comédie
- Durée : 85 minutes
- Date de sortie : 1956

## Distribution
- Jerry Lewis (VF : Jacques Dynam) : Charles Kingsley
- Dean Martin (VF : Michel Gudin) : Slim Mosley
- Lori Nelson (VF : Sophie Leclair) : Carol Kingsley
- Jackie Loughery (VF : Martine Sarcey) : Dolly Riley
- Agnes Moorehead (VF : Lita Recio) : Mathilda Kingsley
- Lon Chaney Jr. (VF : Charles Lavialle) : Whitey
- Jeff Morrow (VF : Jean Violette) : Pete Rio
- Lee Van Cleef (VF : Georges Hubert) : Gus
- John Baragrey (VF : Claude Péran) : Hollis
- Bill Baldwin (VF : Guy Decomble) : le commentateur radio
- Richard Aherne : le chauffeur
- Gavin Gordon (non crédité) : Un homme d'affaires